# Ron Paul
Ronald Ernest Paul, Ron Paul (Pittsburgh (Pennsilvània), 20 d'agost de 1935) és un ginecòleg, autor i polític nord-americà que ha estat membre de la Cambra de Representants dels Estats Units per l'estat de Texas des de 1997. Ha estat tres cops candidat a President dels Estats Units, pel Partit Llibertari el 1988, i pel Partit Republicà (el seu partit actual) el 2008 i el 2012.
Paul és considerat el pare intel·lectual del Tea Party, un moviment que, tot i proclamar-se al marge dels partits, és ple de destacats polítics republicans. El seu fill, Rand Paul, és un Senador de Kentucky.